# Lefty Frizzell
Lefty Frizzell (ur. 31 marca 1928, zm. 19 lipca 1975) – amerykański piosenkarz country.

## Wyróżnienia
Posiada swoją gwiazdę na Hollywoodzkiej Alei Gwiazd.